# Anni Wadle
Anni Wadle (geboren 18. Juli 1909 in Itzehoe als Anna Maria Dorothea Kreuzer; gestorben 9. April 2002 in Neumünster) war eine deutsche Kommunistin und Widerstandskämpferin gegen den Nationalsozialismus.

## Leben

### Im Kaiserreich und der Weimarer Republik
Anna Kreuzer wuchs zusammen mit drei Brüdern in ärmlichen Verhältnissen bei ihren Eltern auf, die ab 1914 in Kiel lebten. Dort besuchte sie die Volksschule. Ihr Vater war Steinmetz und Anhänger der Sozialdemokraten. Die Schulbildung von Anna Kreuzer endete nach der Volksschule, denn ihre Eltern konnten ihr den Besuch der Höheren Handelsschule nicht ermöglichen. Nach Verlassen der Schule arbeitete sie als Haus- und Kindermädchen. In ihrer ersten Anstellung als Haushaltshilfe wurde ihr wegen der Teilnahme an einer Anti-Kriegs-Demonstration gekündigt.
In Abendkursen bildete sie sich für eine Anstellung im Bereich Büroarbeit weiter. 1924 nahm sie an der atheistischen Jugendweihe teil. 1928 ging sie auf eine sechswöchige Reise durch die Sowjetunion, die der Kommunistische Jugendverband (KJVD) organisiert hatte. Für den KJVD leitete sie Pioniergruppen in Kiel und Gaarden. Dabei lernte sie ihren künftigen Ehemann Hein Wadle kennen. Ab April 1929 arbeitete sie als Schreibhilfe im Kieler KPD-Büro.
1930 begann sie ein Redaktionsvolontariat bei der Hamburger Volkszeitung. Im Zuge ihrer Arbeit wurde sie wegen „Beleidigung durch die Presse“ zu Geldstrafen verurteilt. Da die Zeitung die Geldstrafen nicht zahlte, trat Kreuzer ersatzweise Haftstrafen an. Ende 1932 war sie an der Herstellung der Arbeiterwelt beteiligt, der illegalen Zeitung der Kieler KPD. Im Oktober 1932 wurde Anni Kreuzer wegen „Beleidigung durch die Presse“ erneut zu einer Gefängnisstrafe verurteilt, wurde jedoch im Zuge der Schleicher-Amnestie im Dezember 1932 freigelassen.

### Zeit des Nationalsozialismus
Mit der „Machtergreifung“ im Januar 1933 wurde die Hamburger Volkszeitung verboten und konnte nur noch illegal produziert werden. Hein Wadle wurde am 13. April 1933 in Kiel verhaftet. Am 15. September 1933 wurde auch Anni Kreuzer, die zu diesem Zeitpunkt bereits 13 Vorstrafen hatte, von der Gestapo in „Schutzhaft“ genommen. Während der Verhöre wurde sie so schwer misshandelt, dass zeitlebens ein Hörschaden, Rückenschäden und Schmerzen zurückblieben. Dennoch gab sie keine Informationen preis. Am 1. November 1934 wurde sie vom OLG Hamburg wegen „Vorbereitung zum Hochverrat“ zu drei Jahren Zuchthaus verurteilt. Ihre Haftstrafe verbüßte sie erst im Frauengefängnis Lübeck-Lauerhof, dann in der Frauenabteilung des Gefängnis Moabit in Berlin.
Im April 1936 hatte Kreuzer ihre Haftstrafe verbüßt. Dennoch wurde sie in die Frauenabteilung des Konzentrationslagers Fuhlsbüttel, später ins Konzentrationslager Moringen verschleppt. Nach über dreieinhalbjähriger Haft kehrte sie, stark geschwächt, im April 1937 nach Kiel zurück, wo sie in einer Seifenfabrik Arbeit fand.
1938 heiratete Kreuzer Hein Wadle. Ihr Ehemann wurde 1942 erneut verhaftet und kam erst nach Kriegsende wieder frei. Im Mai 1943 fand Anni Wadle eine Anstellung in einem Schuhgeschäft.

### Nachkriegszeit und Bundesrepublik
Während des Krieges verlor sie ihre ganze Familie. Ihre Mutter starb bei einem schweren Bombenangriff an Anni Wadles 35. Geburtstag. Zwei Monate nach Kriegsende erfuhr sie, dass ihr Mann überlebt hatte. Sie trafen sich in Kiel wieder und zogen nach Neumünster. 1949 bekamen sie einen Sohn. 1985 starb ihr Mann und Wadle begann, ihre Lebenserinnerungen schriftlich festzuhalten; sie wurden 1988 veröffentlicht.
Nach dem Zweiten Weltkrieg schloss sie sich mit ihrem Mann dem „Komitee ehemaliger politischer Gefangener“ an. Diese Gruppierung hatte das Ziel, sich gegenseitig zu helfen und für Verfolgte des Naziregimes Unterstützung bei Behörden durchzusetzen. Daraus entstand 1947 die Vereinigung der Verfolgten des Naziregimes (VVN), in der sich das Paar weiter engagierte. Beide blieben bis zum bundesrepublikanischen Verbot der KPD 1956 Mitglied der Partei. 1969 schloss sich Anni Wadle der im Vorjahr gegründeten DKP an.
Anni Wadle blieb „aktive Antifaschistin“ und engagierte sich auch in der Friedens- und in der Anti-Atomkraft-Bewegung. 1985 starb ihr Ehemann. Er war Betriebsrat bei der Howaldtswerft in Kiel und Streikführer bei dem Streik um die Lohnfortzahlung im Krankheitsfall Anni Wadle starb am 9. April 2002 im Alter von 92 Jahren in Neumünster.

## Rezeption

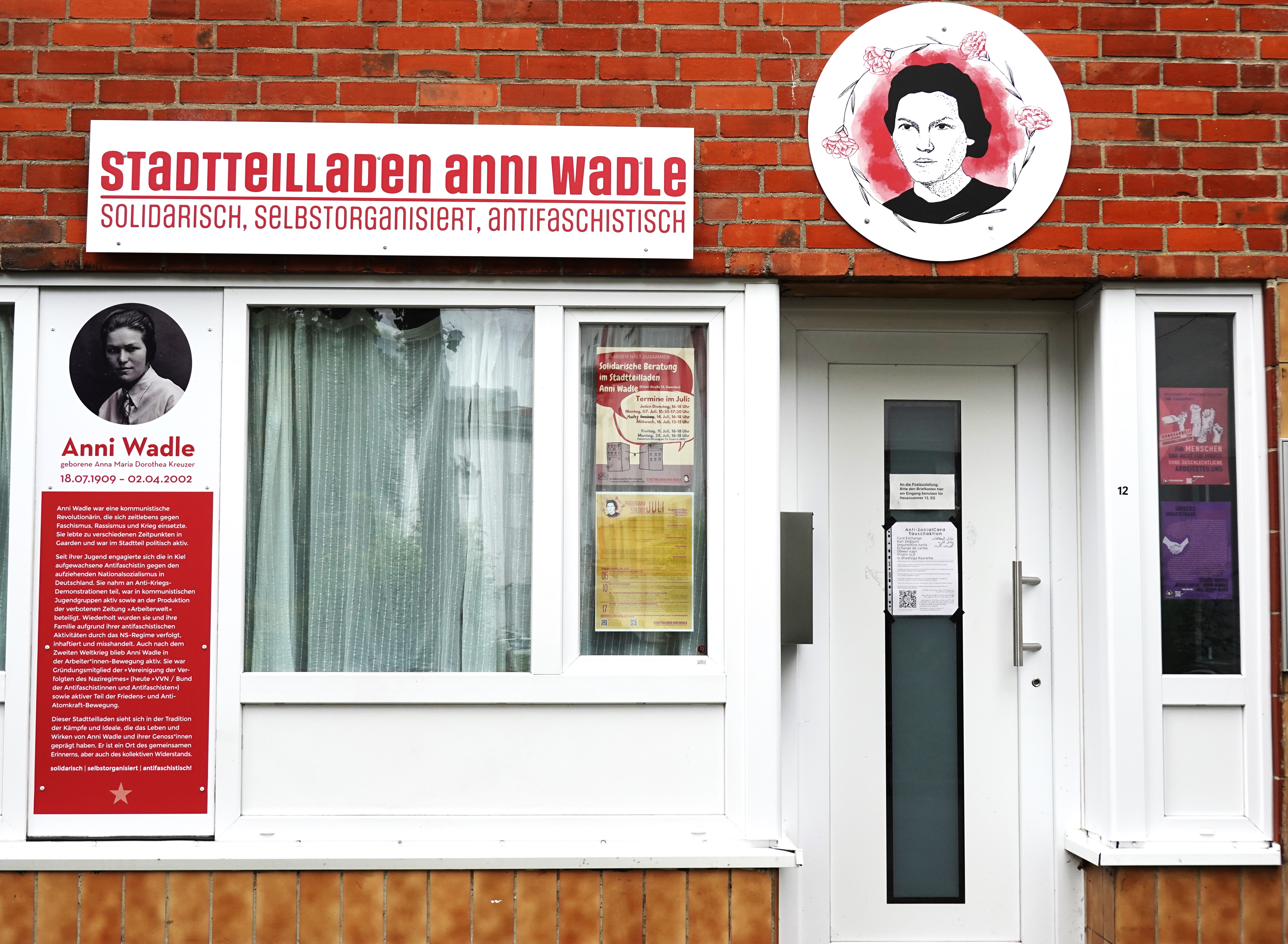
Stadtteilladen Anni Wadle Kiel-Gaarden

In einem 2007 von der Stadt Kiel veröffentlichten Buch mit dem Titel „24 Portraits herausragender Frauen aus der Kieler Stadtgeschichte“ ist Anni Wadle ein eigenes Kapitel gewidmet.
Im Kieler Ortsteil Gaarden wurde 2016 ein neuerbauter Fuß- und Radweg beim Hörnbad nach Anni Wadle benannt. Die Benennung „Anni-Wadle-Weg“ wurde in der Kieler Ratsversammlung mit den Stimmen von SPD, Grünen, SSW und Linken gegen die Stimmen der CDU beschlossen. Schon im Ortsbeirat von Gaarden hatte es Auseinandersetzungen um die Ehrung gegeben, weil die dortigen CDU-Mitglieder Wadles Mitgliedschaft in KPD bzw. DKP nach Kriegsende in die Nähe des Stalinismus rückten.
2017 beantragte ein Mitglied der Linken-Fraktion in der Ratsversammlung von Neumünster, die dortige Agnes-Miegel-Straße in Anni-Wadle-Weg umzubenennen, da Agnes Miegel dem Nationalsozialismus nahegestanden habe. Mit Stand 2020 ist die Umbenennung nicht erfolgt.
Im Sommer 2022 benannte sich der von linken Gruppen als Nachfolgeprojekt des Infoladens Li(e)berAnders in Kiel-Gaarden neu gegründete Stadtteilladen nach Anni Wadle. Am Ersten Mai 2023 hielt ihr Sohn Heiner Wadle auf dem Maifest des Stadtteilladen Anni Wadle ein Grußwort.

## Veröffentlichungen
- Mutti, warum lachst du nie? Erinnerung an Zeiten der Verfolgung und des Krieges. Huba Production, Drensteinfurt 1988, ISBN 3-924459-00-2 (Memoiren).